# Je'vida
Jeʹvida es una película dramática finlandesa en lengua sami skolt de 2023 escrita y dirigida por Katja Gauriloff.  La película describe la vida de una mujer skolt sámi llamada Je'vida durante el período en que su pueblo estaba siendo asimilado por la fuerza a la sociedad finlandesa, mientras sigue la vida de Je'vida en tres períodos diferentes.

## Producción
Jeʹvida es el primer largometraje rodado en idioma skolt sámi. Recibió apoyo monetario del Instituto Internacional de Cine Sámi y la Fundación de Cine Finlandés en 2021.
En la película, Gauriloff describe la discriminación y la asimilación forzada que experimentaron los skolts y el trauma mental resultante que aún los afecta. La directora, ella misma de origen skolt, tuvo experiencias similares en su infancia.

## Resumen de la trama
Una anciana fumadora empedernida Iida, (Sanna-Kaisa Palo) y su pariente Sanna (Seidi Haarla) conducen a Laponia para ver una casa familiar heredada, con la intención de limpiarla y prepararla para la venta. Después de llegar al lugar, la casa y sus alrededores comienzan a evocar recuerdos dolorosos en Iida, quien ha experimentado maltrato y asimilación forzada a la cultura finlandesa debido a su ascendencia sami. La mente de Iida se sumerge más profundamente en los secretos del pasado y redescubre su verdadero yo, Jeʹvida.

## Reparto
- Agafia Niemenmaa como la joven Je'vida.
- Heidi Ulljan Gauriloff como la joven adulta Je'vida/Iida.
- Sanna-Kaisa Palo como Jeʹvida/Iida mayor.
- Heini Wesslin como la madre de Je'vida.
- Erkki Gauriloff como el abuelo de Jeʹvida.
- Matleena Fofonoff como la abuela de Jeʹvida.
- Jarkko Lahti como profesor.
- Seidi Haarla como Sanna.

## Recepción
La película tuvo su estreno mundial en junio de 2023 en el Festival de Cine de Tribeca de Nueva York. La película también se proyectó en el Festival de Cine de Toronto en septiembre del mismo año. Fue una de las tres películas sami presentes en el festival.
En el sitio web agregador de reseñas Rotten Tomatoes, el 83% de las reseñas de 6 críticos son positivas, con una calificación promedio de 7,10/10.
Aki Lehti de Muropaketti le da a la película una calificación de 4½ estrellas sobre 5, diciendo que la película es una «obra de arte tristemente hermosa y conmovedora, una película realmente necesaria sobre un tema mudo». Niina Oisalo de Film-O-Holic otorga 4 estrellas de 5 y describe la película como «un drama realista mágico hábilmente ejecutado», y agrega que «el ritmo natural y entrecortado de la película resalta los vínculos que unen a generaciones sin explicaciones innecesarias». Niko Ikonen del Episodi le dio a la película 3 estrellas de 5, comparando el tema de la película con la película sueca de 2016 Sami Blood, diciendo que «desafortunadamente, Jeʹvida realmente no transmite su mensaje, y el guion de la película no soporta el peso de tal un tema pesado y multifacético».